# Punctul fosilifer Băiceni
Punctul fosilifer Băiceni este o arie naturală protejată (monument al naturii) de interes național ce corespunde categoriei a III-a IUCN (rezervație naturală de tip paleontologic) situată în județul Iași, pe teritoriul administrativ al comunei Cucuteni.

## Localizare
Aria naturală cu o suprafață de 3,23 hectare se află în partea nordică a Podișului Moldovei (în sud-vestul Câmpiei Moldovei), în partea central-vestică a județului Iași, pe partea dreaptă a drumului județean DJ280B: Stroești - Băiceni - Cucuteni, în teritoriul sud-vestic al satului Băiceni.

## Descriere
Rezervația naturală a fost declarată arie protejată prin Legea Nr.5 din 6 martie 2000 (privind aprobarea Planului de amenajare a teritoriului național - Secțiunea a III-a - zone protejate) și reprezintă o zonă colinară ce adăpostește resturi de faună fosiliferă (de moluște) depozitată în straturi de nisipuri și argile, atribuită Sarmațianului.